# Coupe d'improvisation Champlain de Laval
Pour l’article homonyme, voir Champlain.
 (mars 2024).
Si vous disposez d'ouvrages ou d'articles de référence ou si vous connaissez des sites web de qualité traitant du thème abordé ici, merci de compléter l'article en donnant les références utiles à sa vérifiabilité et en les liant à la section « Notes et références ».
La Coupe d'Improvisation Champlain de Laval fut créée par le Club de Bienfaisance Champlain de Laval en 1985 pour l'année internationale de la jeunesse. Ce tournoi qui à l'origine regroupait seize écoles secondaires de la région de Montréal est devenu au fil des ans un symbole d'excellence en matière d'improvisation scolaire au Québec. Plusieurs grands improvisateurs sont passés par la Coupe Champlain. Au départ Sylvie Legault (joueuse étoile de la LNI) et Giorgio Uelinger (fondateur de la ligue d'impro Suisse) se succèdent comme arbitre en chef du tournoi. En 1989, pour le 5e anniversaire de la Coupe, Robert Gravel (fondateur de la LNI) est nommé président d'honneur du Tournoi et remet la Coupe Champlain aux champions du tournoi lors d'une finale présenté à la Maison des Arts de Laval.
Depuis quelques années, la Coupe Champlain est remise aux champions des séries éliminatoires de la ligue d'impro Champlain qui est depuis devenue la LIRTA, dirigée par la Rencontre Théâtre Ados depuis 20 ans maintenant.

## Champions de la Coupe
| Année | Gagnant                         | Finaliste                    |
| ----- | ------------------------------- | ---------------------------- |
| 1985  | École Mont-de-La Salle (1)      | Campus Pont-Viau             |
| 1986  | École Curé-Antoine-Labelle (1)  | École Mont-de-La Salle       |
| 1987  | École Curé-Antoine-Labelle (2)  | École Cavelier-De LaSalle    |
| 1988  | École Curé-Antoine-Labelle (3)  | Externat Sacré-Cœur          |
| 1989  | École Curé-Antoine-Labelle (4)  | Polyvalente Deux-Montagnes   |
| 1990  | École Mont-de-La Salle (2)      | Externat Sacré-Cœur          |
| 1991  | École Horizon-Jeunesse (1)      | Collège St-Sacrement         |
| 1992  | Collège Saint-Sacrement (1)     | -                            |
| 1993  | École Sophie-Barat (1)          | -                            |
| 1994  | Collège Saint-Sacrement (2)     | -                            |
| 1995  | Collège Saint-Sacrement (2)     | -                            |
| 1996  | Polyvalente Deux-Montagnes (1)  | -                            |
| 1997  | -                               | -                            |
| 1998  | Polyvalente Deux-Montagnes (2)  | -                            |
| 1999  | Collège Mont-Saint-Louis (1)    | -                            |
| 2000  | -                               | -                            |
| 2001  | École Curé-Antoine-Labelle (5)  | -                            |
| 2002  | École Curé-Antoine-Labelle (6)  | -                            |
| 2003  | École Mont-de-La Salle (3)      | -                            |
| 2004  | École Curé-Antoine-Labelle (7)  | -                            |
| 2005  | École Curé-Antoine-Labelle (8)  |                              |
| 2006  | École Armand-Corbeil            |                              |
| 2007  | Collège Mont-Saint-Louis        |                              |
| 2008  | Collège Regina Assumpta         |                              |
| 2009  | Collège Laval                   |                              |
| 2010  | École Armand-Corbeil            |                              |
| 2011  | École Georges-Vanier            | Collège St-Jean-Vianney      |
| 2012  | Collège St-Jean-Vianney         | Académie Ste-Thérèse         |
| 2013  | École Armand-Corbeil            | École Sophie-Barat           |
| 2014  | Polyvalente Deux-Montagnes      | Collège Letendre             |
| 2015  | Polyvalente Deux-Montagnes      | École international de Laval |
| 2016  | Collège Laval                   | Académie Ste-Thérèse         |
| 2017  | École secondaire Rive-Nord      | École Sophie-Barat           |
| 2018  | École Armand-Corbeil            | Académie Ste-Thérèse         |
| 2019  | Académie Ste-Thérèse            | Collège Laval                |
| 2020  | -                               | -                            |
| 2021  | -                               | -                            |
| 2022  | École secondaire Rive-Nord      | École Georges-Vanier         |
| 2023  | École secondaire Armand-Corbeil | École secondaire Rive-Nord   |
| 2024  | Polyvalente Deux-Montagnes      | École Georges-Vanier         |

## Improvisateurs ayant déjà participé à la Coupe Champlain
- Robert Gravel (fondateur et joueur de la LNI) Était le président d'honneur de la Coupe Champlain 1989
- Sylvie Legault (joueuse à la LNI) Arbitre en chef à la Coupe Champlain 1988
- Johanne Fontaine (joueuse à la LNI) Formatrice en 1989
- Giorgio Uelinger (fondateur et joueur de la ligue d'improvisation Suisse) Arbitre en chef Tournoi Champlain en 1988-89-90
- Chantal Lamarre (joueuse à la LNI, comédienne et animatrice) Juge en 1990
- Claude Legault (joueur à la LNI et comédien) Juge en 1988
- Sophie Caron (joueuse à la LNI et comédienne), Joueuse en 86 et 87 Animatrice du tournoi 88, 89 et 90
- Stéphane Archambault (joueur à la LNI + chanteur du groupe Mes Aïeux) joueur en 86 et 87 juge de ligne en 88 juge en 89
- Ken Scott (scénariste et humoriste) joueur en 86 et 87, Entraineur en 89 et 90
- Benoit Lacaille (entraineur 1986, 87, 88, 89)
- Martin Félip (humoriste et comédien) joueur en 1991
- Emmanuel Auger (comédien et animateur) joueur en 1991
- Martin Périzollo (comédien et scripteur) joueur en 1991
- Édith Cochrane (Joueuse à la LNI et comédienne)
- Richard Petit (chanteur) entraineur Campus Pont-Viau en 1989
- Réal Béland (fils) (humoriste)joueur en 1988
- Jose Gaudet (humoriste au sein des Grandes Gueules), joueur en 1987 et 1988
- Dominic Sillon (comédien et humoriste) joueur en 1989
- Pier-Luc Funk  (comédien)joueur en 2011